# St. Bonifatius (Karlsruhe)

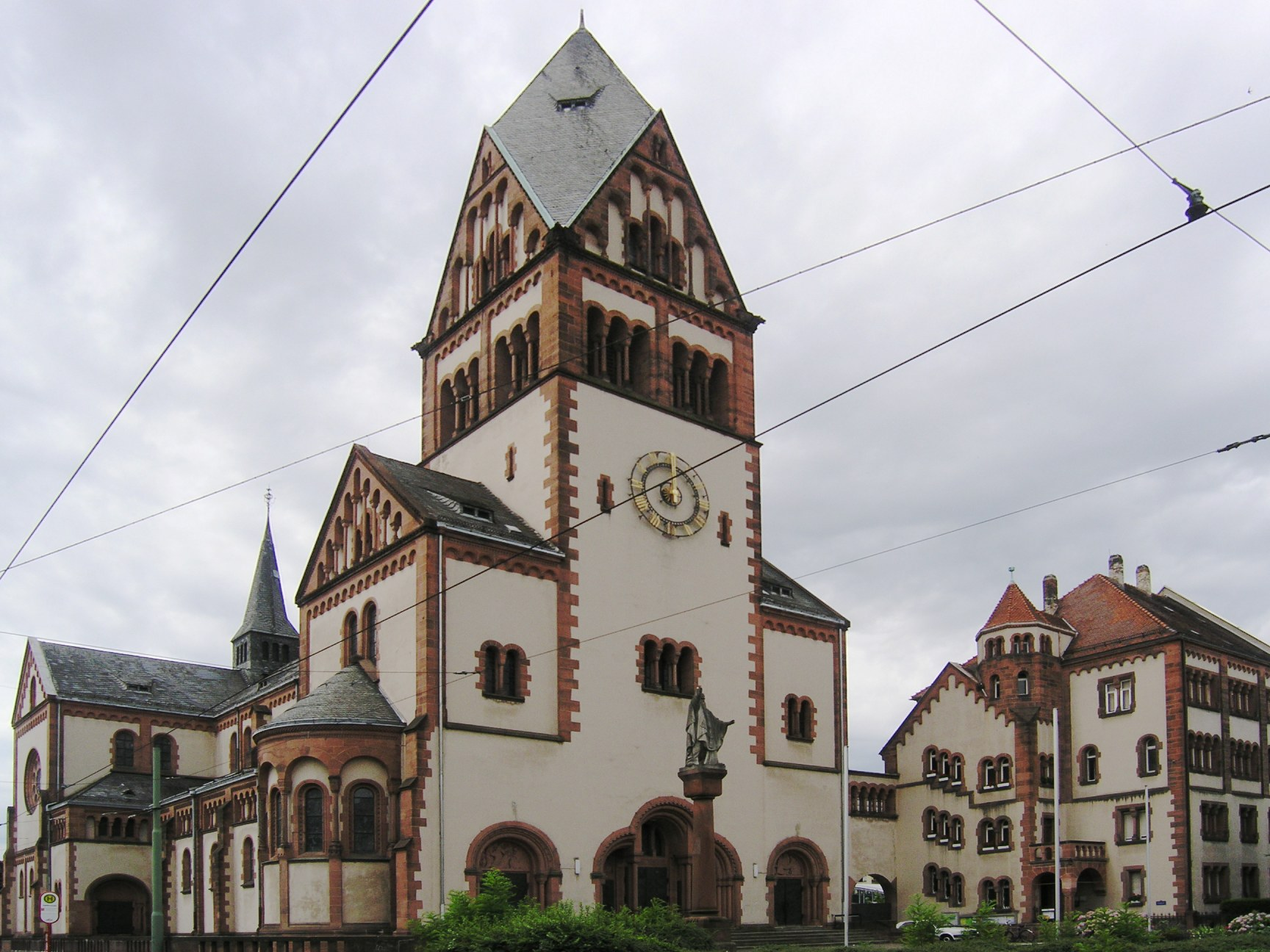
St. Bonifatius in Karlsruhe

Die römisch-katholische Pfarrkirche St. Bonifatius steht in der Weststadt von Karlsruhe, einer Kreisfreien Stadt in Baden-Württemberg. Das Bauwerk ist beim Landesamt für Denkmalpflege Baden-Württemberg als Baudenkmal eingetragen. Die Kirchengemeinde gehört zum Dekanat Karlsruhe im Erzbistum Freiburg.

## Geschichte
Die Kreuzbasilika wurde 1905–1908 nach einem Entwurf von Johannes Schroth auf einem 1898 erworbenen Grundstück in neuromanischen Formen mit einigen Jugendstilelementen erbaut. Geweiht wurde die Kirche am 18. Oktober 1908. 1924 wurden vier Stahlglocken angeschafft. Sie wurde im Zweiten Weltkrieg durch mehrere Bombenangriffe beschädigt und ab 1946 wieder aufgebaut. 1950 war der Wiederaufbau in einfacher Form abgeschlossen. Die Arbeiten in den Jahren 1978 bis 1980 gaben der Kirche ihr heutiges Aussehen. Hauptgrund war die Anpassung des Raumes an die liturgischen Erfordernisse, die nach dem Zweiten Vatikanischen Konzil galten. Aber der Innenraum sollte auch durch eine neue farbliche Fassung heller und lichter werden. 2011 folgte eine Außenrenovation der Kirche.

## Beschreibung

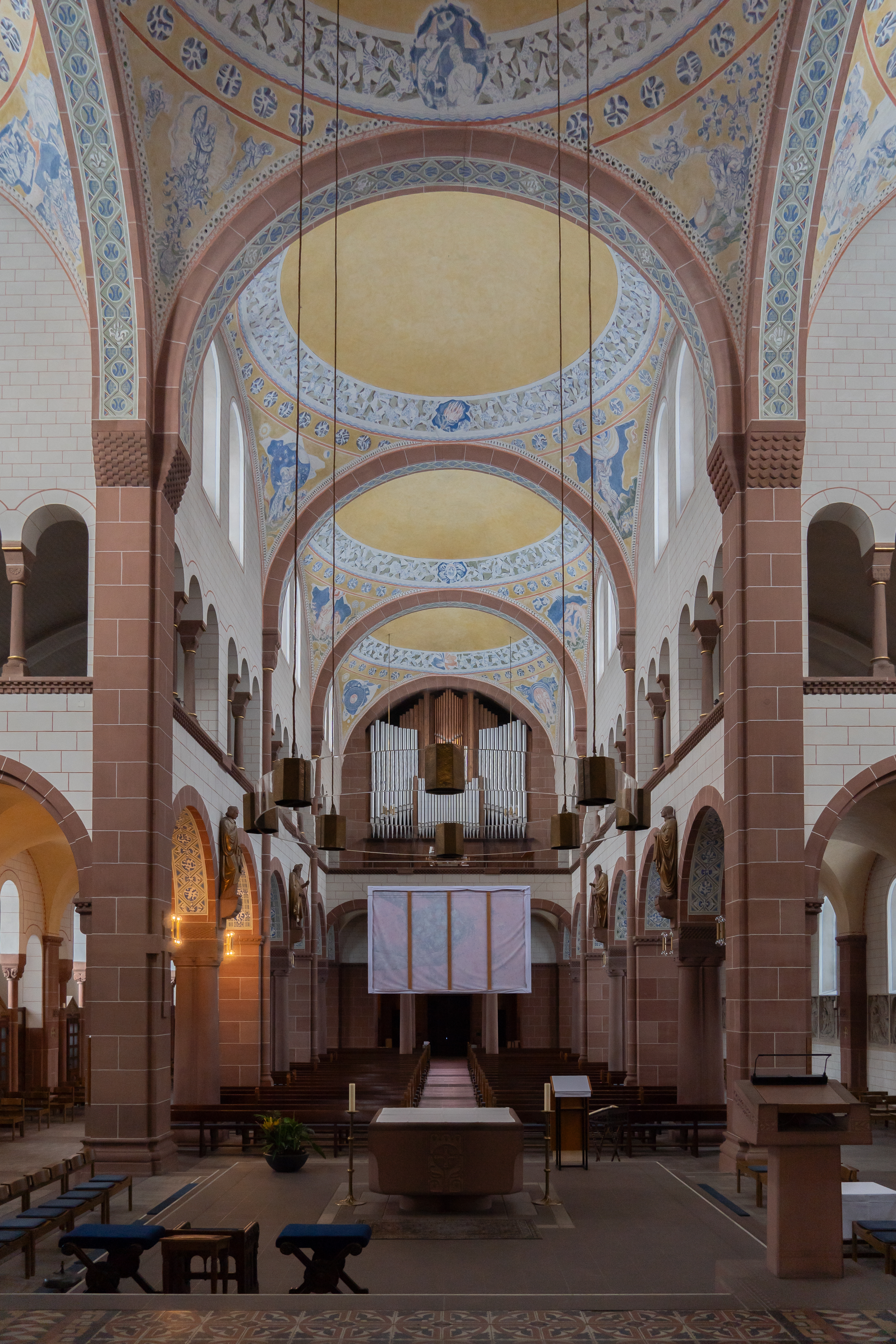
Innenansicht zur Orgel

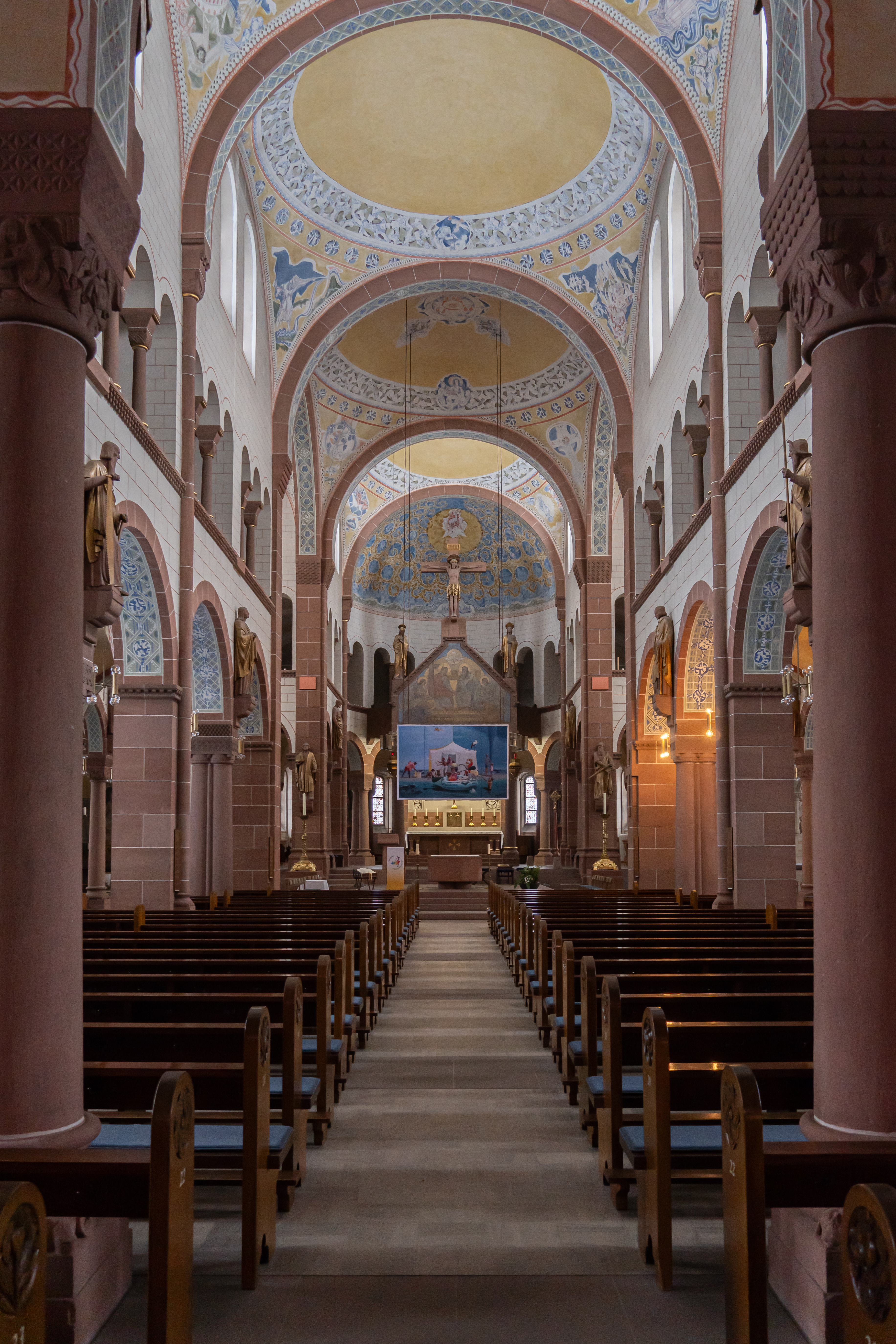
Innenansicht zum Altar

Die Kirche besteht aus einem Langhaus aus einem Mittelschiff und zwei Seitenschiffen, einem halbrund geschlossenen, von Strebepfeilern gestützten Chor im Südwesten und einem Querschiff zwischen Langhaus und Chor. Ein weiteres Bauteil ist der mächtige Fassadenturm im Nordosten mit einem Rhombendach der von zwei seitlichen Anbauten flankiert wird. Über der Vierung erhebt sich ein quadratischer Dachreiter. 
Glocken
Im sehr geräumigen Glockenstuhl hängen vier stählerne Kirchenglocken aus dem Jahr 1924, die vom Bochumer Verein für Gussstahlfabrikation gegossen wurden.
| Glocke | Name       | Gewicht | Durchmesser | Schlagton |
| ------ | ---------- | ------- | ----------- | --------- |
| 1      | Herz Jesu  | 3900 kg | 2100 mm     | gis°+2    |
| 2      | Bonifatius | 2250 kg | 1773 mm     | h°+2      |
| 3      | Maria      | 1560 kg | 1574 mm     | cis’+3    |
| 4      | Josef      | 1200 kg | 1430 mm     | dis’+1    |

## Ausstattung

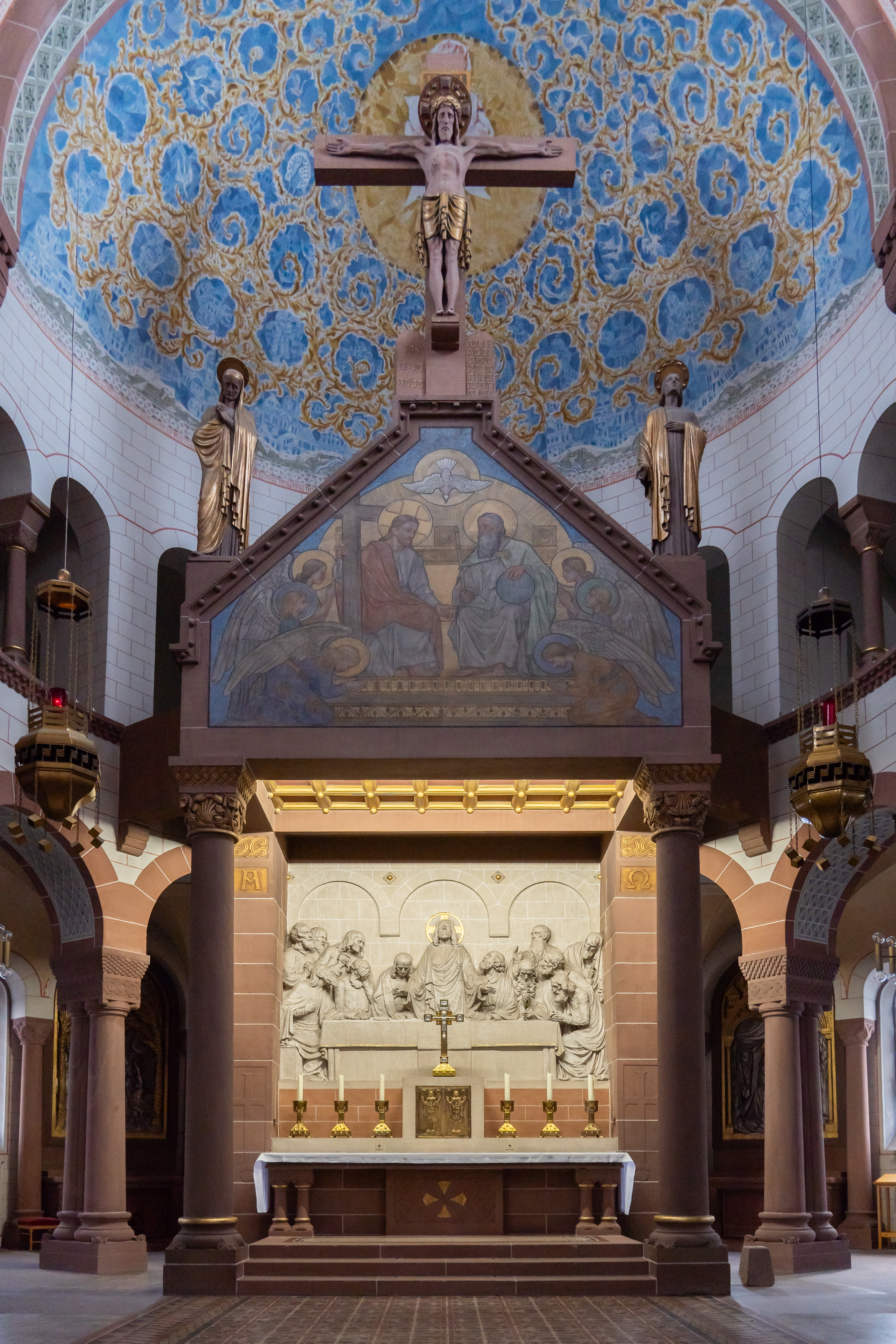
Hochaltar

Zur Kirchenausstattung gehört ein Hochaltar unter einem Baldachin mit einer Darstellung des Abendmahls, den Hofbildhauer August Schädler geschaffen hat. Den Zelebrationsaltar in der Vierung schuf 1978 Frido Lehr in moderner Form. In den Seitenschiffen sind Kreuzwegstationen, Reliefs von Joseph Dettlinger, angebracht. Die Gewölbemalereien sind ein Werk von Valentin Feuerstein, die Fensterrosetten des Querschiffs aus dem Jahr 1983 stammen von Franz Dewald, der sie mit Szenen aus dem Leben Jesu und Marias gestaltete.

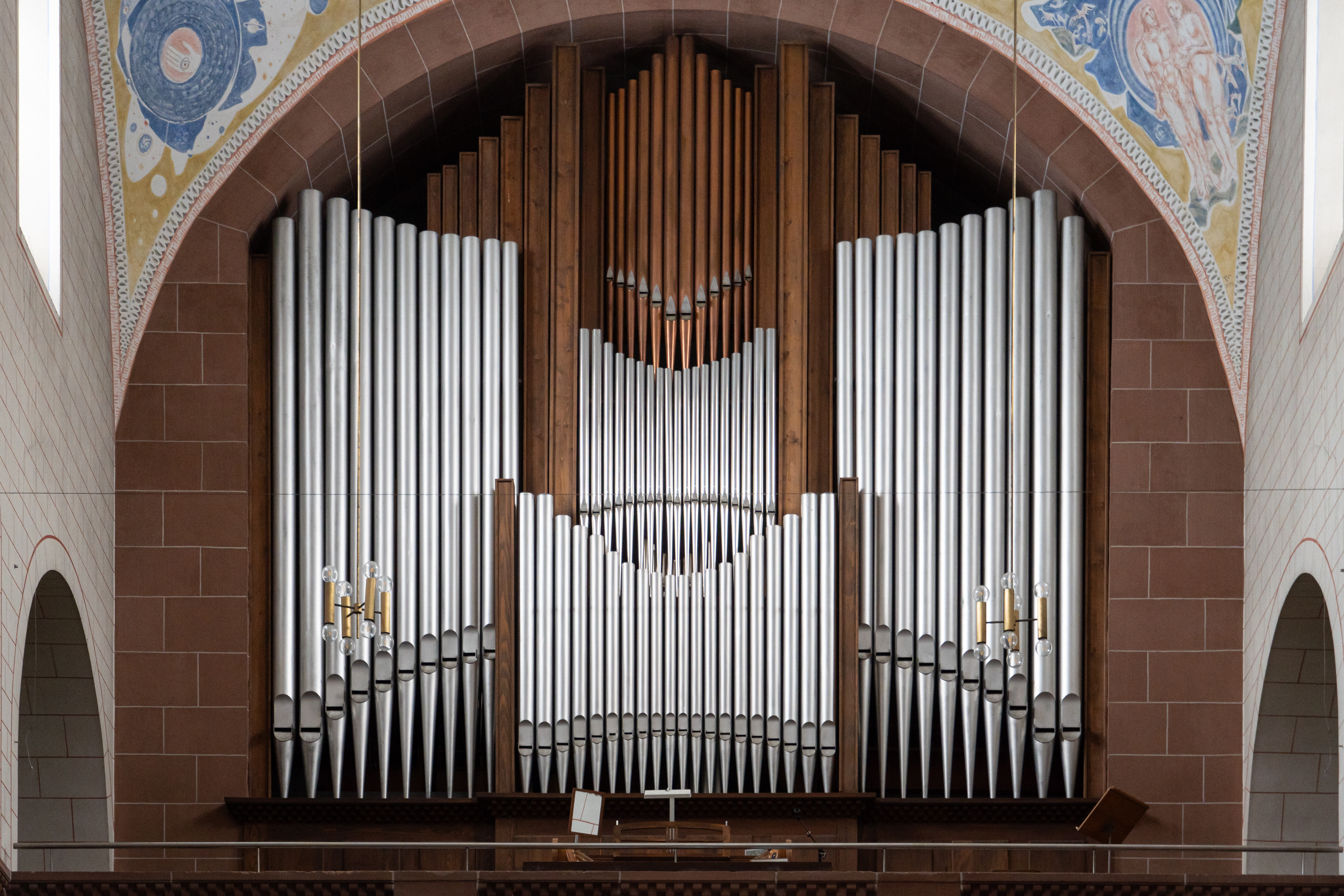
Orgel
Die Orgel auf der Empore im rückwärtigen Teil der Kirche mit 43 Registern auf drei Manualen und Pedal wurde 1948 oder 1949 von Carl Hess unter Verwendung von 28 Registern der Vorgängerorgel von H. Voit & Söhne errichtet.